# Pastebin
Un pastebin, connu également sous le nom de nopaste, est une application web qui permet aux utilisateurs de mettre en ligne des morceaux de textes, habituellement des extraits de code source, pour un affichage public. Ils sont très populaires sur les canaux IRC où copier une quantité importante de texte, y compris réparti en différentes lignes successives, est considéré comme non conforme à la netiquette, ainsi que sur des plates-formes imposant une limite de caractères telles que twitter ou certains forums. Un grand nombre de pastebins existent sur le web, remplissant différents besoins et fournissant des fonctionnalités conçues pour les populations auxquelles ils s'adressent.

## Fonctionnalités
Les fonctionnalités les plus courantes sont :
- la coloration syntaxique
- le choix d'une date d'expiration

- la protection par mot de passe
- le chiffrement